# Cave (Italie)
Pour les articles homonymes, voir Cave.
Cave est une commune de la ville métropolitaine de Rome Capitale dans le Latium en Italie.

## Histoire
La première mention de la ville date de 988. Fief de la famille Colonna, elle fut assiégée en 1482 par le pape Sixte IV et fut alors contrainte de se rendre. Elle est connue pour être le cadre de la signature du Traité de Cave, établi le 12 septembre 1557, entre les nonces apostoliques du pape Paul IV et Ferdinand Alvare de Tolède, vice-roi de Naples.

## Administration
| Période                                  | Période  | Identité          | Étiquette     | Qualité |
| ---------------------------------------- | -------- | ----------------- | ------------- | ------- |
| 14 juin 2004                             | En cours | Massimo Umbertini | Centro-Destra |         |
| Les données manquantes sont à compléter. |          |                   |               |         |

### Hameaux
Collepalme, San Bartolomeo

### Communes limitrophes
Castel San Pietro Romano, Genazzano, Palestrina (Italie), Rocca di Cave, Valmontone

## Jumelages
Le Cateau-Cambrésis (France)